# Хачта
Хачта — село в Хунзахском районе Дагестана. Входит в состав сельского поселения Танусинский сельсовет.

## Географическое положение
Анклав Хунзахского района, расположено на территории Кизилюртовского района, ближайший населённый пункт — Новый Чиркей в 3 м к юго-западу.

## История
Указом Президиума Верховного Совета ДАССР от 23.02.1972 года на территории Кизилюртовского района на землях закрепленных за колхозом «Знатные люди» зарегистрирован новый населённый пункт Хачта.

## Население
| 1989 | 2002 | 2010 | 2021 |
| ---- | ---- | ---- | ---- |
| 197  | ↗291 | ↗355 | ↘172 |

По данным Всероссийской переписи населения 2010 года — моноэтничное аварское село.